# Towarzystwo Przyjaciół Ojczyzny
Towarzystwo Przyjaciół Ojczyzny – tajny związek młodzieży patriotycznej założony w Warszawie w zaborze pruskim w roku 1803 przez starościca opinogórskiego Wincentego Krasińskiego przy współudziale młodych arystokratów – Józefa Krasińskiego, Ludwika Paca, Stanisława Małachowskiego, Henryka, Piotra i Tomasza Łubieńskich – i pod skrzydłami marszałka Stanisława Małachowskiego, w którego siedzibie przy Krakowskim Przedmieściu odbywały się pierwsze zebrania organizacji pod duchowym patronatem (co sugerował Krasiński) Naczelnika Kościuszki.
Członkowie Towarzystwa opracowali program działania, rotę przysięgi, a jako strój organizacyjny przyjęli czarne fraki z lakierowanymi na czarno mosiężnymi guzikami z wyobrażeniem kotwicy i napisem „Nadzieja”. Zamysł był taki, że wraz z wycieraniem się lakieru napis i emblemat stawały się coraz wyraźniejsze, co miało symbolizować powrót niepodległości. Jednakże z biegiem czasu Towarzystwo przekształciło się w koterię towarzyską o charakterze rozrywkowym.
Od początku istnienia patriotyczną działalność zastąpiło Towarzystwu konkurowanie z „Blachą”, jak nazywano skupioną wokół Pałacu pod Blachą (siedziby księcia Józefa Poniatowskiego) hulaszczą młodzież noszącą zielone fraki z napisami „Jabłonna” na kołnierzach. Obie koterie prześcigały się w przepychu uczt, nocnych pijatyk i ciągłych pojedynków, na co władze zaborcze patrzyły przez palce, zainteresowane w postępującej demoralizacji polskiej młodzieży. Jednak, wraz ze zmieniającą się sytuacją na frontach Europy, zmienił się także stosunek władz do polskich związków i stowarzyszeń, gdzie upatrywały zaczyn konspiracji profrancuskiej. W początkach roku 1806 pruski gubernator Köhler nakazał Krasińskiemu rozwiązanie Towarzystwa.
Jego członkowie stali się w ciągu roku zalążkiem Gwardii Honorowej Polskiej, a następnie kadrą 1. Pułku Lekkokonnego (polskiego) Gwardii Cesarskiej Napoleona.